# 終極動員令：紅色警戒
《終極動員令：紅色警戒》，是1996年由美國西木工作室（Westwood Studios）制作、维珍互动（Virgin Interactive）发行的一款即時戰略遊戲。遊戲中，玩家扮演臨危受命的指揮官，初期帶領小隊执行作战任务，到最后指揮顶尖部队與敵人決戰。從低級軍官到最高將領的历程中，玩家將成為改變戰爭結果的關鍵。
本作为1995年发行的《終極動員令》的续作，因此游戏标题含有“終極動員令”。虽然本作发行于1996年，但人们有时稱之为“紅警95”，可以確信此簡稱來源於Windows版本紅色警戒的起動程序──RA95，意義為紅色警戒WIN95版。该游戏后续又有《危機任務》和《絕地逢生》兩部資料片。

## 特色
該遊戲為終極動員令系列第一個被開發和發行的資料片。遊戲背景為冷戰時期美蘇對抗。屬於標準的採集資源、升級建築、造兵攻打的遊戲模式。其中包含一些英雄兵种，比如盟軍的譚雅（Tanya）。

## 主要角色

### 盟軍
- 阿爾伯特·愛因斯坦
- 譚雅·亞當斯（Tanya Adams）

### 蘇聯
- 約瑟夫·史達林，Gene Dynarski飾
- 格瑞丹科（Gradenko），Alan Terry飾
- 納迪亞（Nadia），Andrea C. Robinson飾
- 肯恩，Joseph D. Kucan飾

## 故事
劇情發生在泰伯倫系列正傳之前，第二次世界大戰之後，愛因斯坦與特斯拉研發了能够回到過去的時空傳送儀（Chronosphere），用于除掉阿道夫·希特勒。愛因斯坦透過該機器回到過去，並在一座監獄門口與剛出獄的青年希特勒握手，成功把他從那個時代中抹除。納粹德國不復存在，但是這樣做卻破壞了正史上的德蘇牽制的平衡，導致斯大林領導蘇聯大舉入侵歐洲。盟軍（包括德國）必須阻止斯大林的野心。

### 盟軍結局
盟軍在愛因斯坦研製出的尖端科技幫助下，經過一系列的戰役後，最後攻克了莫斯科，炸毀了克里姆林宮。一群盟軍士兵在瓦礫中找到了奄奄一息的斯大林，此時盟军高級將領斯塔夫•羅斯為報復斯大林對他家鄉的摧殘，编造谎言命令士兵離開，私自处死了斯大林，并将其尸首埋在瓦砾中，隨後離開了現場。
戰後，美國扶植傀儡政府監視蘇聯的一舉一動，阻止任何潜在威脅。但那些自滿得意的政府官員万万没想到，蘇聯傀儡政府成了下一場危機的根源——接續劇情《終極動員令：紅色警戒2》。
註：一代和二代是發生在完全不同的時空，而二代時空實際上是從主傳時空分裂開來的，但和主傳劇情並無直接關係。
　　其秘密軍事組織的事情曾經在盟軍任務中提到（Mission 5）。
　　結局中將史達林殺害的盟軍高級將領－斯塔夫•羅斯將軍為希臘人，他本人對史達林指揮蘇軍對他故鄉的破壞懷恨在心，才在結局將史達林殺害，這點在Mission 5的過場動畫中可以看出來。

### 蘇聯結局
蘇聯佔領歐洲大陸最後一塊自由的土地——英國之後，統一了全歐洲。在倫敦振臂歡呼的斯大林還未品嚐勝利的果實，就被暗中身為NOD兄弟會成員的秘書纳迪娅（Nadia）毒害，但纳迪娅隨後遭凯恩槍殺。凯恩预言到苏联会在未来灭亡，而NOD兄弟會将利用苏联的躯壳，潛伏在檯面之下慢慢擴張自己的勢力，伺机崛起。斯大林死后，和现实世界一样，依旧是延綿無禁、詭譎多變的冷戰時代，该时代就此揭開序幕。如凯恩所言，在苏联90年代解体，91年海湾战争之后，聯合國成立了全球性軍事組織 - GDI，即全球防卫组织，以解決全球軍事衝突，特别是后苏联时代第三世界国家、前社会主义国家和发达资本主义国家间越发难以调和的矛盾冲突。隨著1995年泰伯倫隕石的降臨，凯恩带领蓄积已久的NOD兄弟会卷土重来，‘带领第三世界国家人民利用泰伯利亚科技，发动世界革命’。一場永無止境的泰伯倫之戰就此開始——接續劇情《終極動員令：泰伯倫黎明》。

## 发行
- 中國大陆政府認為「紅色警戒」系列遊戲有丑化社會主義阵营国家的倾向，因此不准許其在中國大陆地区發行与銷售。就历史背景与世界观而言，《紅色警戒》系列游戏将社會主義國家置于侵略者的位置，且把蘇聯領導人斯大林塑造成具有反派特质的角色，上述措施均有可能导致中國大陆相关进出口审查机构禁止《紅色警戒》系列游戏发行。然而当时中國大陸盜版软体橫行，玩家依然可以通過各種途徑獲得遊戲（也包括後來的《紅色警戒2》、《紅色警戒3》及各代所有資料片），致使「紅色警戒」系列遊戲至今在中國大陸仍然保持相當高的人氣，每一代遊戲都是當時中國大陸網吧的必備遊戲。
- 大众软件曾用六页文章批评该作的意识倾向[來源請求]，但后来经披露这是由于前导公司怕影响自己的《命令与征服》销量而致。[5][6][需要較佳来源]
- 某些中国大陆玩家对游戏没有中国阵营表示不满，于是修改了原版游戏，并增加相应的MOD及任务关，将中国加入游戏中的社会主义阵营。

## 版本更新
- 1996年發行的雙光碟1.04E，即通稱的原始版。自帶21個盟軍任務，20個蘇聯任務及24張網路對戰。

- 1997年3月發行的資料片CounterStrike（危機任務），單CD，版本號：1.07E，安裝前需先安裝原版，包含1.04中的任務，增加了16個新任務及隱藏的4個任務，新加入106張任務地圖。

- 1997年9月發行的資料片Aftermath（絕地逢生），單CD，版本號：2.00Eam，安裝前需先安裝原版，包含1.04中的任務，增加了7種新單位，18個新任務，與100張任務地圖。

- 為了使《紅色警戒》能在新的操作系統下使用，西木工作室後來出了半官方的補丁，升級到3.03版本，3.03系列版對應關係如下：3.03E=1.04E，3.03Ecs=1.07，3.03Eam=2.00Eam，3.03Ecsam=2.00Ecsam。
- 2008年8月31日，EA宣佈釋放此遊戲爲免費軟體。

此外本作于1997年和1998年還在SONY的PlayStation遊戲機上發行，包括97年的紅色警戒和98年的Retaliation（復仇）。前者為紅色警戒的PS版，保留了真人過場但去除了CG動畫，擁有更合理的建造選單，支援連線對戰，但畫面表現甚至不如DOS版的紅色警戒；後者為PC版兩個資料片的合集，但有完整的故事線，最令人興奮的是，西木工作室為復仇拍攝了包括開場動畫在內的一系列真人過場和CG動畫，为PS版獨有（雖然近來已有愛好者提取了這些電影，製作了非官方版的資料片動畫補丁），此外相對前者，復仇還新加入了100多張多人和遭遇戰地圖，其中部分地圖擁有諸如直升機能夠噴火之類，不過遺憾的是，PS上的運行效率十分低下，後期的戰鬥基本上是幻燈片般的噩夢。

## 扩展包
- 1997年，本作两个扩展包先后发行。分别是《命令与征服：红色警戒 危机任务》和《命令与征服：红色警戒 绝地逢生》。

## 重置
| 媒体        | 得分 |
| ----------- | ---- |
| Full Circle | 4/5  |

2006年起，有玩家使用OpenGL與SDL技術，重新製作︁終極動員令系列的跨平台遊戲引擎。OpenRA、OpenC&C等項目也隨該引擎而生。該遊戲引擎支援HiDPI技術、自製遊戲模組、以及線上遊戲等功能。與原版的不同處，包含可在點左鍵與點右鍵切換、側邊欄界面改進、支援能用於遊戲直播的重播與觀看者介面、戰爭迷霧會遮蔽部隊視線之外的戰場、可佔領民用建築以獲得額外利益、部隊在戰鬥中能在升級時獲得經驗等。另外，遊戲還有玩家讓分、Discord整合、社群排名等功能。
2007年、2008年《終極動員令》與《紅色警戒》相繼免費釋放，于是Open-RA焕然一新，新Open-RA利用原作的數據製作mod。2023年，開始實驗性支持重製版資源、作為二進制兼容但獨立的模組。
2020年官方所制作的終極動員令和紅色警戒的高清重置版上市steam，包含两个资料片以及繁体中文在内的更多国语言字幕，所有画面以4K标准重新建模，剧情电影则用AI修复至720p解析度。2025年，官方釋出遊戲的原始碼，並以GPL協議授權。

## 外部連結
- （英文）紅色警戒官方網站Archive.today的存檔，存档日期2013-01-02
- （繁體中文）中文紅色警戒官方網站 （页面存档备份，存于）
- （英文）红警一二及尤里复仇资料片过场电影 （页面存档备份，存于）